# Estoloides modica
Estoloides modica là một loài bọ cánh cứng trong họ Cerambycidae.